# Taça dos Vencedores de Taças de Hóquei em Patins de 1989-90
A Taça dos Vencedores de Taças de Hóquei em Patins de 1989-90 foi a 14.ª edição da Taça das Taças.
Os espanhóis do Liceo da Coruña venceram a troféu pela 1.ª vez, derrotando os belgas do RH Rolta Louvain na final. 

## Equipas participantes
| País               | Clube            | Classificação                                     |
| ------------------ | ---------------- | ------------------------------------------------- |
| Alemanha Ocidental | RSC Darmstadt    | Vencedor da Taça da Alemanha Ocidental de 1988/89 |
| Bélgica            | RH Rolta Louvain | Wild Card                                         |
| Espanha            | Liceo da Coruña  | Vencedor da Taça do Rei de 1988/89                |
| França             | Gazinet-Cestas   | 2.º lugar da Liga Francesa de 1988/89             |
| Itália             | HC Monza         | Vencedor da Taça de Itália de 1988/89             |
| Países Baixos      | AGOR Dordrecht   | 2.º lugar da Liga Neerlandesa de 1988/89          |
| Portugal           | CD Paço de Arcos | Finalista da Taça de Portugal de 1988/89          |
| Suíça              | Gipf-Oberfrick   | Vencedor da Taça da Suíça de 1988/89              |

## Jogos

### Fase final
|  | Quartos-de-final | Quartos-de-final | Quartos-de-final | Quartos-de-final |                  |                 | Meias-finais | Meias-finais | Meias-finais |  |                  | Final | Final | Final |
|  |                  |                  |                  |                  |                  |                 |              |              |              |  |                  |       |       |       |
|  | 1                | AGOR Dordrecht   | 7                | 8                |                  |                 |              |              |              |  |                  |       |       |       |
|  | 8                | Gipf-Oberfrick   | 2                | 2                |                  |                 |              |              |              |  |                  |       |       |       |
|  | 8                | Gipf-Oberfrick   | 2                | 2                |                  | AGOR Dordrecht  | 3            | 3            |              |  |                  |       |       |       |
|  |                  |                  |                  |                  |                  | AGOR Dordrecht  | 3            | 3            |              |  |                  |       |       |       |
|  |                  | RH Rolta Louvain | 1                | 6                |                  |                 |              |              |              |  |                  |       |       |       |
|  | 4                | RH Rolta Louvain | 1                | 6                | RH Rolta Louvain | 4               | 5            |              |              |  |                  |       |       |       |
|  | 4                |                  |                  |                  | RH Rolta Louvain | 4               | 5            |              |              |  |                  |       |       |       |
|  | 5                | RSC Darmstadt    | 3                | 5                |                  |                 |              |              |              |  |                  |       |       |       |
|  | 5                | RSC Darmstadt    | 3                | 5                |                  |                 |              |              |              |  | RH Rolta Louvain | 2     | 1     |       |
|  |                  |                  |                  |                  |                  |                 |              |              |              |  | RH Rolta Louvain | 2     | 1     |       |
|  |                  | Liceo da Coruña  | 9                | 22               |                  |                 |              |              |              |  |                  |       |       |       |
|  | 3                | Liceo da Coruña  | 9                | 22               | HC Monza         | 3               | 2            |              |              |  |                  |       |       |       |
|  | 3                |                  |                  |                  | HC Monza         | 3               | 2            |              |              |  |                  |       |       |       |
|  | 6                | Liceo da Coruña  | 8                | 9                |                  |                 |              |              |              |  |                  |       |       |       |
|  | 6                | Liceo da Coruña  | 8                | 9                |                  | Liceo da Coruña | 11           | 8            |              |  |                  |       |       |       |
|  |                  |                  |                  |                  |                  | Liceo da Coruña | 11           | 8            |              |  |                  |       |       |       |
|  |                  | CD Paço de Arcos | 1                | 4                |                  |                 |              |              |              |  |                  |       |       |       |
|  | 2                | CD Paço de Arcos | 1                | 4                | Gazinet-Cestas   | 3               | 1            |              |              |  |                  |       |       |       |
|  | 2                |                  |                  |                  | Gazinet-Cestas   | 3               | 1            |              |              |  |                  |       |       |       |
|  | 7                | CD Paço de Arcos | 4                | 13               |                  |                 |              |              |              |  |                  |       |       |       |
|  | 7                | CD Paço de Arcos | 4                | 13               |                  |                 |              |              |              |  |                  |       |       |       |

#### Quartos-de-final
| Equipa 1         | Total | Equipa 2         | 1.ª Mão | 2.ª Mão |
| ---------------- | ----- | ---------------- | ------- | ------- |
| AGOR Dordrecht   | 15-4  | Gipf-Oberfrick   | 7-2     | 8-2     |
| RH Rolta Louvain | 9-8   | RSC Darmstadt    | 4-3     | 5-5     |
| HC Monza         | 5-17  | Liceo da Coruña  | 3-8     | 2-9     |
| Gazinet-Cestas   | 4-17  | CD Paço de Arcos | 3-4     | 1-13    |

#### Meias-finais
| Equipa 1        | Total | Equipa 2         | 1.ª Mão | 2.ª Mão |
| --------------- | ----- | ---------------- | ------- | ------- |
| AGOR Dordrecht  | 6-7   | RH Rolta Louvain | 3-1     | 3-6     |
| Liceo da Coruña | 19-5  | CD Paço de Arcos | 11-1    | 8-4     |

#### Final
| Equipa 1         | Total | Equipa 2        | 1.ª Mão | 2.ª Mão |
| ---------------- | ----- | --------------- | ------- | ------- |
| RH Rolta Louvain | 3-31  | Liceo da Coruña | 2-9     | 1-22    |

| Vencedor da Taça das Taças 1989/90 |
| ---------------------------------- |
|                                    |
| Liceo da Coruña (1.º título)       |